# کرتسنهایم
کرتسنهایم (به آلمانی: Kerzenheim) یک شهر در آلمان است که در دنرسبرگکرایس واقع شده‌است. کرتسنهایم ۲٬۲۶۹ نفر جمعیت دارد.